# Say You Will
Say You Will – osiemnasty album studyjny zespołu Fleetwood Mac z 2003 roku.

## Lista utworów
1. "What's the World Coming To" (Lindsey Buckingham, Julian Raymond) – 3:47
2. "Murrow Turning Over in His Grave" (Buckingham) – 4:11
3. "Illume (9/11)" (Stevie Nicks) – 4:50
4. "Thrown Down" (Nicks) – 4:02
5. "Miranda" (Buckingham) – 4:17
6. "Red Rover" (Buckingham) – 3:57
7. "Say You Will" (Nicks) – 3:47
8. "Peacekeeper" (Buckingham) – 4:10
9. "Come" (Buckingham, Neale Heywood) – 5:59
10. "Smile at You" (Nicks) – 4:32
11. "Running Through the Garden" (Nicks, Ray Kennedy, Gary Nicholson) – 4:33
12. "Silver Girl" (Nicks) – 3:59
13. "Steal Your Heart Away" (Buckingham) – 3:33
14. "Bleed to Love Her" (Buckingham) – 4:05
15. "Everybody Finds Out" (Nicks, Richard Nowels) – 4:28
16. "Destiny Rules" (Nicks) – 4:26
17. "Say Goodbye" (Buckingham) – 3:24
18. "Goodbye Baby" (Nicks) – 3:50

## Twórcy
- Stevie Nicks – wokal
- Lindsey Buckingham – gitara, wokal, keyboard, perkusja
- John McVie – gitara basowa
- Mick Fleetwood – perkusja